# Universiteit van Fort Hare
De Universiteit van Fort Hare was de tweede universiteit van Zuid-Afrika en de eerste instelling van tertiair onderwijs in Afrika die open stond voor de autochtone volkeren van dat continent. De Universiteit was een voortvloeisel van de theologische school die aan het eind van de 19e eeuw in dit gebied werd gesticht door de Schotse missionaris James Stewart en zijn vrouw. 
De universiteit ligt aan de Tyhumerivier tegenover Alice in de Oost-Kaap, en kan bogen op een rijk verleden. Het gebied was gedurende de 19e eeuw lange tijd oorlogsterrein in de in totaal negen oorlogen tegen de amaXhosa. Het werd eerst een aparte Britse kolonie (British Kafraria geheten) en de Britten gaven er stukken land aan die amaXhosa die bereid waren aan hun kant te strijden (de amamFengu). Fort Hare zelf was oorspronkelijk een fort van de Britten en er zijn nog en aantal ruïnes van het fort over op de campus van de universiteit.
Er zijn een aantal zeer prominente Afrikanen die er gestudeerd hebben zoals Kenneth Kaunda, Robert Mugabe, Nelson Mandela en Mangosuthu Buthelezi, en het kan met recht de wieg van het ANC genoemd worden. In de apartheidsjaren werd aan de ene kant de diepgang van het zwarte onderwijs tegengegaan, aan de andere kant was het de bedoeling dat ieder 'thuisland' kon bogen op een universiteit. Zo kreeg de UFH dus een soort vijgenbladfunctie toegewezen in het 'onafhankelijke' thuisland Ciskei. Het is echter altijd een roerige campus gebleven. Het was onder andere de oorsprong van de Black Consciousness beweging van Steve Biko. De onrust bewoog de Ciskeise regering om zijn hoofdstad niet in Alice te plaatsen maar zo'n 57 km naar het oosten, vlak buiten Koning Williamstad (eQonce) (dat deel van de Republiek was gebleven) een nieuwe hoofdstad te bouwen: Bhisho. Later zou dat de hoofdstad van de Oostelijke Kaapprovincie worden. Voor Alice is dit een grote gemiste kans omdat er in de streek rond Alice vrijwel geen werkgelegenheid is, behalve de universiteit.
De jaren na de afschaffing van de apartheid zijn niet vriendelijk geweest voor UFH. De universiteit was na jaren van proteststakingen (toyi-toyi's) al niet in erg goede staat en nu konden zwarte studenten ook kiezen voor betere instellingen zoals UCT of zelfs Stellenbosch. Het studentenaantal en ook hun kwaliteit zakte zienderogen. Bovendien beloofde de eerste ANC vicekanselier (Sibusisu Bhengu) de 'massa' dat deze deuren tot de Zalen van de Kennis voor niemand meer gesloten zouden blijven, waarop de studenten ophielden hun collegegelden te betalen. Later werd Bhengu minister van Onderwijs in Pretoria, en in die functie stond hij erop dat zijn opvolger (Mbulelo Mzamane) de gelden tot de laatste cent op de studenten zou verhalen.

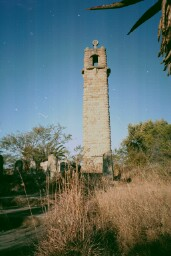
Stewart monument op Somgxata heuvel boven UFH

De interpretatie die Mzamane gaf aan zijn functie was vooral dat hij overal in de wereld UFH moest 'vertegenwoordigen'. Hij reisde van hot naar her en liet verder de universiteit stuurloos achter. De hele administratie was inmiddels vervangen door mensen die politiek beloond moesten worden voor hun aandeel in de strijd tegen de apartheid en die vaak niet eens op hun werk verschenen. Voeg daarbij een flinke dosis corruptie en het feit dat de studentenleiders hun beleid van totale boycots voortzetten in de strijd tegen het collegegeld. In 1999 weigerde de lokale bank de salarischeques van het personeel te honoreren omdat het tegoed van R50m dat de universiteit in 1994 nog had gehad was omgeslagen in een schuld van R70m. Dit zette studenten en staf aan om samen het bestuur fysiek de toegang tot het universiteitsterrein te ontzeggen. Uiteindelijk kreeg UFH een nieuw bestuur onder de deskundige leiding van Derek Swartz. 
De eerste zwarte hoogleraar van de Universiteit van Fort Hare was in 1916 Davidson Don Tengo Jabavu. Hij bleef meer dan dertig jaar aan.

## Bekende alumni

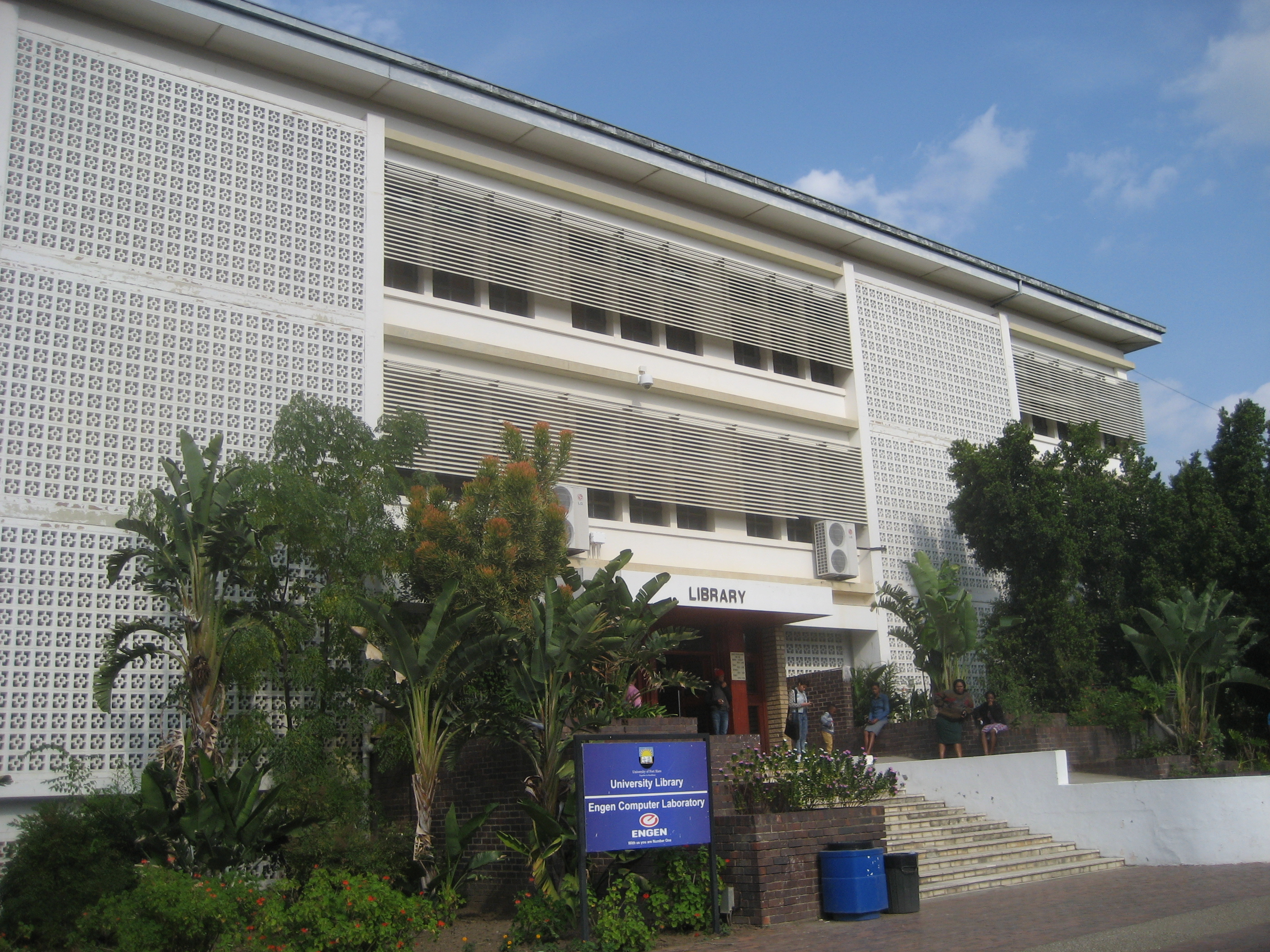
Universiteitsbibliotheek

- Govan Mbeki (1910-2001) - Zuid-Afrikaans politicus en vader van voormalig president Thabo Mbeki
- Yusuf Lule (1912-1985) - interim-president van Oeganda 1979
- Oliver Tambo (27 oktober 1917 - 24 april 1993) - leider van het ANC
- Joshua Nkomo (1918 - 1 juli 1999) - stichter van de Zimbabwe African Peoples Union (ZAPU).
- Nelson Mandela (18 juli 1918 - 5 december 2013) - president van Zuid-Afrika
- Julius Nyerere (19 juli 1922 - 4 oktober 1999) - president van Tanzania
- Robert Mugabe (21 februari 1924 - 6 september 2019) - president van Zimbabwe, student 1949-1951
- Kenneth Kaunda (28 april 1924 - ) - eerste president van Zambia
- Mangosuthu Buthelezi (27 augustus 1928 - ) - leider van de Inkatha Freedom Party
- Desmond Tutu (7 oktober 1931 - ) - anglicaanse aartsbisschop van Kaapstad
- Chris Hani (28 juni 1942 - 10 april 1993) - leider van de South African Communist Party
- Steve Biko (18 december 1946 - 12 september 1977) - Zuid-Afrikaans mensenrechtenactivist
- Nozizwe Madlala-Routledge (29 juni 1952)  - Zuid-Afrikaans politicus